# Zwölfeck
Das Zwölfeck oder Dodekagon (von altgriechisch δωδεκάγωνον dōdekágōnon, deutsch ‚Zwölfeck‘) ist eine geometrische Figur und ein Vieleck (Polygon) mit zwölf Ecken und zwölf Seiten.

## Variationen
Das Zwölfeck ist darstellbar als:
- konkaves Zwölfeck, in dem mindestens ein Innenwinkel größer als 180° ist. Ein Zwölfeck kann höchstens sechs solche Winkel haben. Ein konkaves Zwölfeck kann regelmäßig oder unregelmäßig sein.
- konvexes Zwölfeck, in dem alle Innenwinkel kleiner als 180° sind. Ein konvexes Zwölfeck kann regelmäßig oder unregelmäßig sein.
- Sehnenzwölfeck, in dem alle Ecken auf einem gemeinsamen Umkreis liegen, aber die Seitenlängen (Sehnen) möglicherweise ungleich sind.
- regelmäßiges Zwölfeck, es ist bestimmt durch zwölf Punkte auf einem Umkreis. Die benachbarten Punkte haben zueinander stets den gleichen Abstand und sind mittels aneinandergereihten Seiten oder Kanten genannt, verbunden.
- regelmäßiges überschlagenes Zwölfeck, es ergibt sich, wenn beim Verbinden der zwölf Eckpunkte jedes Mal mindestens einer übersprungen wird und die somit erzeugten Sehnen gleich lang sind. Notiert werden solche regelmäßigen Sterne mit Schläfli-Symbolen {\displaystyle \left\{n/k\right\}}, wobei {\displaystyle n} die Anzahl der Eckpunkte angibt und jeder {\displaystyle k}-te Punkt verbunden wird.

Es gibt nur einen regelmäßigen Zwölfstrahlstern, auch Dodekagramm genannt.
Die „Sterne“ mit den Symbolen {12/2} und {12/10} sind regelmäßige Sechsecke, {12/3} und {12/9} Quadrate sowie {12/4} und {12/8} gleichseitige Dreiecke.

Beispiele für gleichseitige und unregelmäßige konkave Zwölfecke
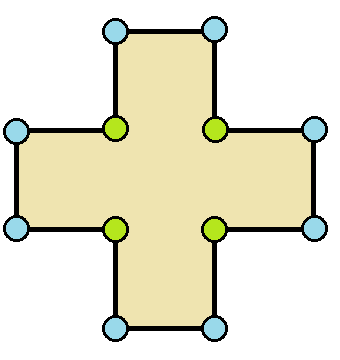
gleichseitig
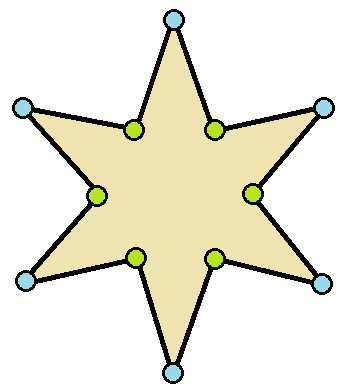
gleichseitig
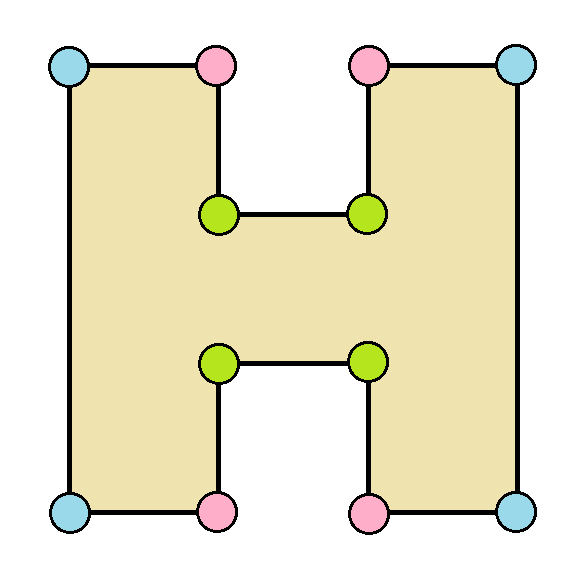
unregelmäßig
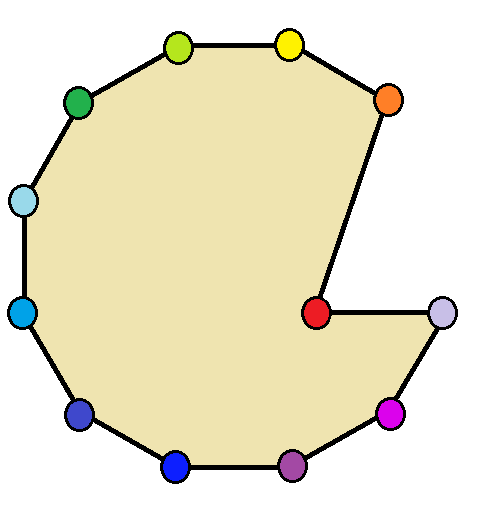
unregelmäßig

Regelmäßiger Zwölfstrahlstern

- {\displaystyle \left\{12/5\right\}{,}\ \left\{12/7\right\}}

## Regelmäßiges Zwölfeck
Bei einem regelmäßigen Zwölfeck sind alle Seiten gleich lang und alle Eckpunkte liegen auf einem gemeinsamen Umkreis.

### Formeln
| Mathematische Formeln zum regelmäßigen Zwölfeck | Mathematische Formeln zum regelmäßigen Zwölfeck                                                | Mathematische Formeln zum regelmäßigen Zwölfeck |
| ----------------------------------------------- | ---------------------------------------------------------------------------------------------- | ----------------------------------------------- |
| Flächeninhalt                                   | {\displaystyle A=(6+3\cdot {\sqrt {3}})\cdot a^{2}\approx 11{,}196\cdot a^{2}}                 |                                                 |
| Flächeninhalt                                   | {\displaystyle A=(24-12\cdot {\sqrt {3}})\cdot r_{i}^{2}\approx 3{,}215\cdot r_{i}^{2}}        |                                                 |
| Flächeninhalt                                   | {\displaystyle A=3\cdot r_{u}^{2}}                                                             |                                                 |
| Länge der Diagonalen                            | {\displaystyle d_{2}={\frac {{\sqrt {6}}+{\sqrt {2}}}{2}}\cdot a\approx 1{,}932\cdot a}        |                                                 |
| Länge der Diagonalen                            | {\displaystyle d_{3}=(1+{\sqrt {3}})\cdot a\approx 2{,}732\cdot a}                             |                                                 |
| Länge der Diagonalen                            | {\displaystyle d_{4}={\frac {{\sqrt {6}}+3\cdot {\sqrt {2}}}{2}}\cdot a\approx 3{,}346\cdot a} |                                                 |
| Länge der Diagonalen                            | {\displaystyle d_{5}=2\cdot r_{i}=(2+{\sqrt {3}})\cdot a\approx 3{,}732\cdot a}                |                                                 |
| Länge der Diagonalen                            | {\displaystyle d=2\cdot r_{u}=({\sqrt {6}}+{\sqrt {2}})\cdot a\approx 3{,}864\cdot a}          |                                                 |
| Inkreisradius                                   | {\displaystyle r_{i}={\frac {2+{\sqrt {3}}}{2}}\cdot a\approx 1{,}866\cdot a}                  |                                                 |
| Umkreisradius                                   | {\displaystyle r_{u}={\frac {{\sqrt {6}}+{\sqrt {2}}}{2}}\cdot a\approx 1{,}932\cdot a}        |                                                 |
| Zentriwinkel                                    | {\displaystyle \alpha ={\frac {360^{\circ }}{12}}=30^{\circ }}                                 |                                                 |
| Innenwinkel                                     | {\displaystyle \delta =180^{\circ }-\alpha =150^{\circ }}                                      |                                                 |

### Konstruktion
Ein regelmäßiges Zwölfeck ist mit Zirkel und Lineal konstruierbar.

#### Bei gegebenem Umkreis
Mit der folgenden Konstruktion erhält man in acht Schritten die zwölf Eckpunkte. Sie gelingt auch mit einem sogenannten kollabierenden Zirkel, da nach dem Ziehen des Umkreises, die vier erforderlichen Kreisbögen stets den gleichen Radius benötigen.
Nach dem Ziehen des Umkreises um seinen Mittelpunkt {\displaystyle O}, wird der erste Eckpunkt {\displaystyle A} des gesuchten Zwölfecks auf dem Umkreis beliebig bestimmt. Es folgt ein Kreisbogen mit dem Radius {\displaystyle |{\overline {AO}}|} um {\displaystyle A}; dabei ergeben sich die nächsten Eckpunkte {\displaystyle C} und {\displaystyle K} sowie der Winkel {\displaystyle \angle AOC} mit der Winkelweite {\displaystyle 60^{\circ }}. Weiterer Kreisbögen mit jeweils dem gleichen Radius werden um die Eckpunkte {\displaystyle C} sowie um die dadurch entstehenden Eckpunkte {\displaystyle E} und {\displaystyle G} gezogen; dabei ergibt sich der Eckpunkt {\displaystyle I}. Mit dem Eintragen der drei Winkelhalbierenden  durch {\displaystyle B} bis {\displaystyle H}, durch {\displaystyle D} bis {\displaystyle J} und schließlich durch {\displaystyle F} bis {\displaystyle L}, werden die noch fehlenden Eckpunkte bestimmt. Nach dem Verbinden der nebeneinander liegenden Eckpunkte ist das Zwölfeck fertiggestellt.

#### Bei gegebener Seitenlänge
Mit der folgenden Konstruktion erhält man in neun Schritten die zweite Seitenlänge {\displaystyle |{\overline {BC}}|}. Die Konstruktion ist ähnlich der eines Achtecks bei gegebener Seitenlänge.
Nach dem Festlegen der ersten Seite {\displaystyle {\overline {AB}}} des gesuchten Zwölfecks, wird um die Eckpunkte {\displaystyle A} und {\displaystyle B} jeweils ein Kreisbogen mit dem Radius {\displaystyle |{\overline {AB}}|} gezogen; dabei ergeben sich die Schnittpunkte {\displaystyle M} und {\displaystyle N}. Es folgt eine Halbgerade ab {\displaystyle N} durch {\displaystyle M} und anschließend eine Parallele zu {\displaystyle {\overline {MN}}} ab {\displaystyle B} bis {\displaystyle P} den Kreisbogen um {\displaystyle B} trifft. Der Winkel {\displaystyle \angle PBM} wird mittels der Winkelhalbierenden geteilt, dabei bestimmt er den Mittelpunkt {\displaystyle O} des Umkreises. Die anschließende Halbgerade ab {\displaystyle A} durch {\displaystyle O} liefert den Mittelpunktswinkel {\displaystyle 30^{\circ }} eines Zwölfecks. Jetzt noch den Umkreis mit Radius {\displaystyle |{\overline {OA}}|} ziehen, dabei ergibt sich der Schnittpunkt {\displaystyle C} als dritter Eckpunkt des Zwölfecks. Abschließend werden die noch fehlenden Eckpunkte bestimmt und die nebeneinander liegenden Eckpunkte zu einem Zwölfeck verbunden.           

### Zerlegung in regelmäßige Polygone
Das regelmäßige Zwölfeck ist außer dem regelmäßigen Sechseck das einzige regelmäßige Polygon, das sich vollständig in regelmäßige Polygone mit einer kleineren Zahl von Ecken zerlegen lässt.

#### Zerlegungsbeispiele

6 gleichseitige Dreiecke, 6 Quadrate und 1 regelmäßiges Sechseck
12 gleichseitige Dreiecke und 6 Quadrate
12 gleichseitige Dreiecke und 24 gleichschenklige Dreiecke

#### Flächenbestimmung durch Zerlegung
Mit der Zerlegung in 12 gleichseitige Dreiecke und 24 gleichschenklige Dreiecke lässt sich geometrisch veranschaulichen, dass ein regelmäßiges Zwölfeck mit dem Umkreisradius 1 die Flächenmaßzahl 3 hat.
Eine solche Zerlegung hat folgende Eigenschaften:
- 12 kongruente gleichseitige (braune) Dreiecke mit der Seitenlänge des Zwölfecks,
- 24 kongruente gleichschenklige (gelbe) Dreiecke, deren Grundseitenlänge 1 gleich dem Umkreisradius und deren Schenkellänge gleich der Seitenlänge des Zwölfecks ist (Figur 1).

Das dem Zwölfeck umbeschriebene Quadrat hat die Flächenmaßzahl 4 (Figur 2).
Werden dem Zwölfeck 3 der 12 gleichseitigen Dreiecke (dunkelgrau) und 6 der 24 gleichschenkligen Dreiecke (hellgrau) entnommen, so lassen sich diese lückenlos zwischen dem Zwölfeck und dem umbeschriebenen Quadrat platzieren (Figur 3).
Somit hat das Zwölfeck die Flächenmaßzahl 3 (gesamte gefärbte Fläche).

Figur 1
Figur 2
Figur 3

### Quadratur eines regelmäßigen Zwölfecks
Durch geeignete jeweilige Zerlegung in Teilflächen lässt sich sowohl ein konvexes als auch ein konkaves regelmäßiges Zwölfeck in ein flächengleiches Quadrat verwandeln.

Verwandlung eines konvexen regelmäßigen Zwölfecks in ein flächengleiches Quadrat
Verwandlung eines konkaven regelmäßigen Zwölfecks in ein flächengleiches Quadrat

### Parkettierungen mit regelmäßigen Zwölfecken
Mit regelmäßigen Zwölfecken sind eine Vielzahl von Parkettierungen möglich. Die ersten zwei sind archimedische Parkettierungen, die dritte eine demireguläre Parkettierung:

3-12-12
4-6-12
3-3-4-12 und 3-3-3-3-3-3

Die Zahlen unter den Abbildungen geben an, wie viele Ecken die regelmäßigen Polygone haben, die jeweils an einem Punkt zusammenstoßen. Die Innenwinkel ergeben zusammen 360°. Diese Parkettierungen sind periodisch, drehsymmetrisch und translationssymmetrisch und enthält ausschließlich regelmäßige Polygone.
Ein Beispiel für eine kommerziell genutzte Parkettierung ist das Eternity-Puzzle, ein Legespiel, bei dem 209 unregelmäßige Polygonspielsteine zu einem Zwölfeck gelegt werden sollen.

## Zwölfeck in der Numismatik

Threepence von 1942, Rückseite

Es gibt eine Vielzahl zwölfeckiger Münzen, z. B. das britische Threepence von 1942, die ehemalige 3–Pence–Münze aus Nigeria und die australische 50-cent-Münze, die 50-¢(= Seniti)-Münze von Tonga, sowie spezielle Sammlermünzen wie z. B. die spanische 300–Euro–Münze.

## Zwölfeck in der Architektur

### Deutschland

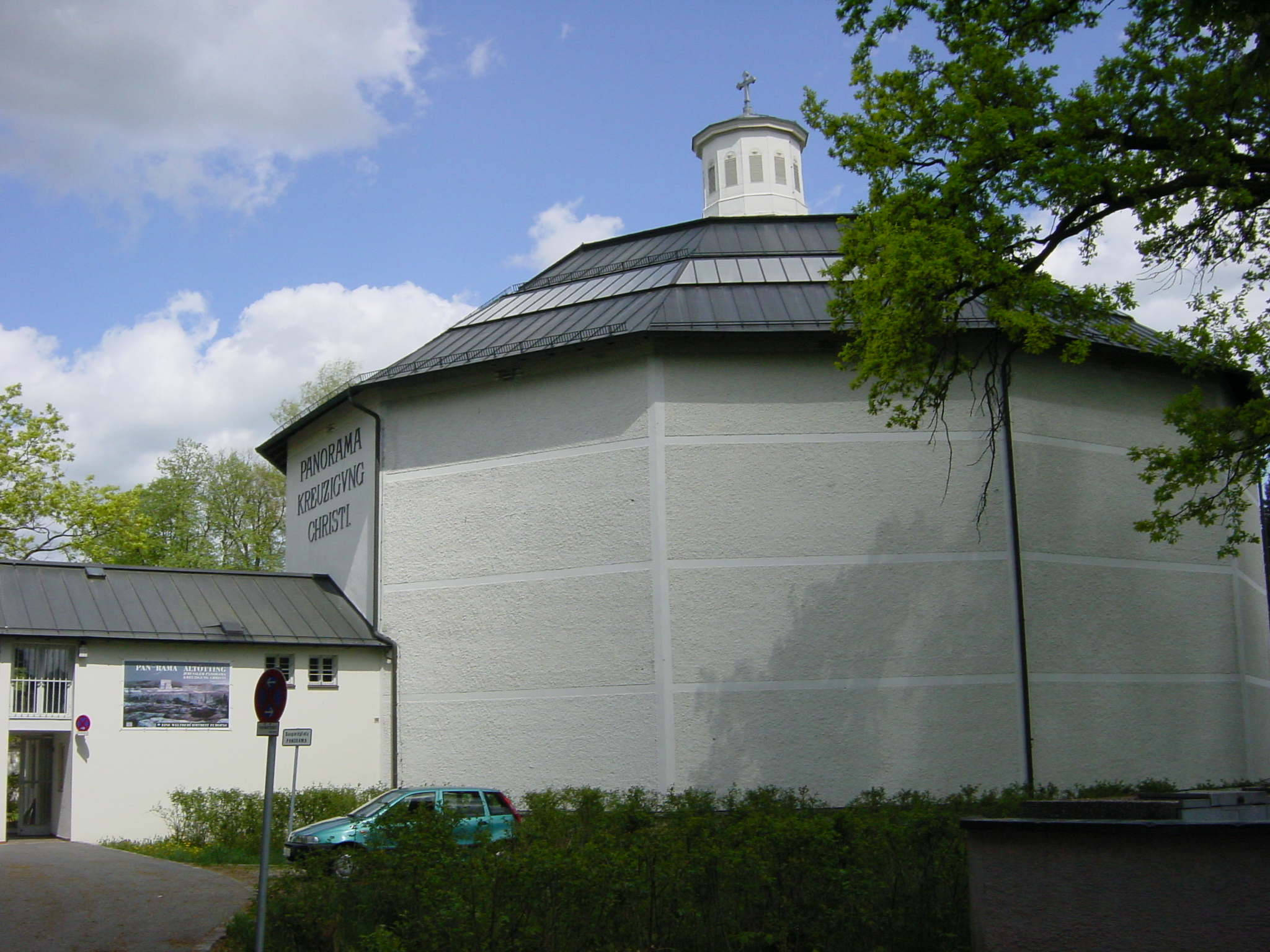
Altötting Panorama Gebäude

- das Panorama Kreuzigung Christi (Altötting)
- die Neue Synagoge Berlin – Centrum Judaicum (Berlin)
- das Zwölfeckhaus in Ottendorf-Okrilla bei Dresden
- das Mausoleum des Hauses Pfalz-Neuburg in Düsseldorf
- die St.-Petrus-Kirche in Gesmold
- Apostelkirche (Greding)
- das Schloss Großsachsenheim
- viele der Hamburger Fahrradhäuschen
- das Planetarium Leipzig
- der Dianatempel (ein zwölfeckiger Pavillon) in München
- Zwölf-Apostel-Kirche (Mannheim)
- Zwölfeck-Faltdachkuppelpyramide der Kirche Verklärung Christi (Neustadt bei Coburg)
- Reformations-Gedächtnis-Kirche (Nürnberg)
- der Wasserturm Schifferstadt
- Wasserturm im Kurpark (Wilhelmshaven), Oberteil über runder Basis
- Wasserkunst Wismar
- die Gertrudenkapelle in Wolgast (Mecklenburg-Vorpommern)

### Weitere

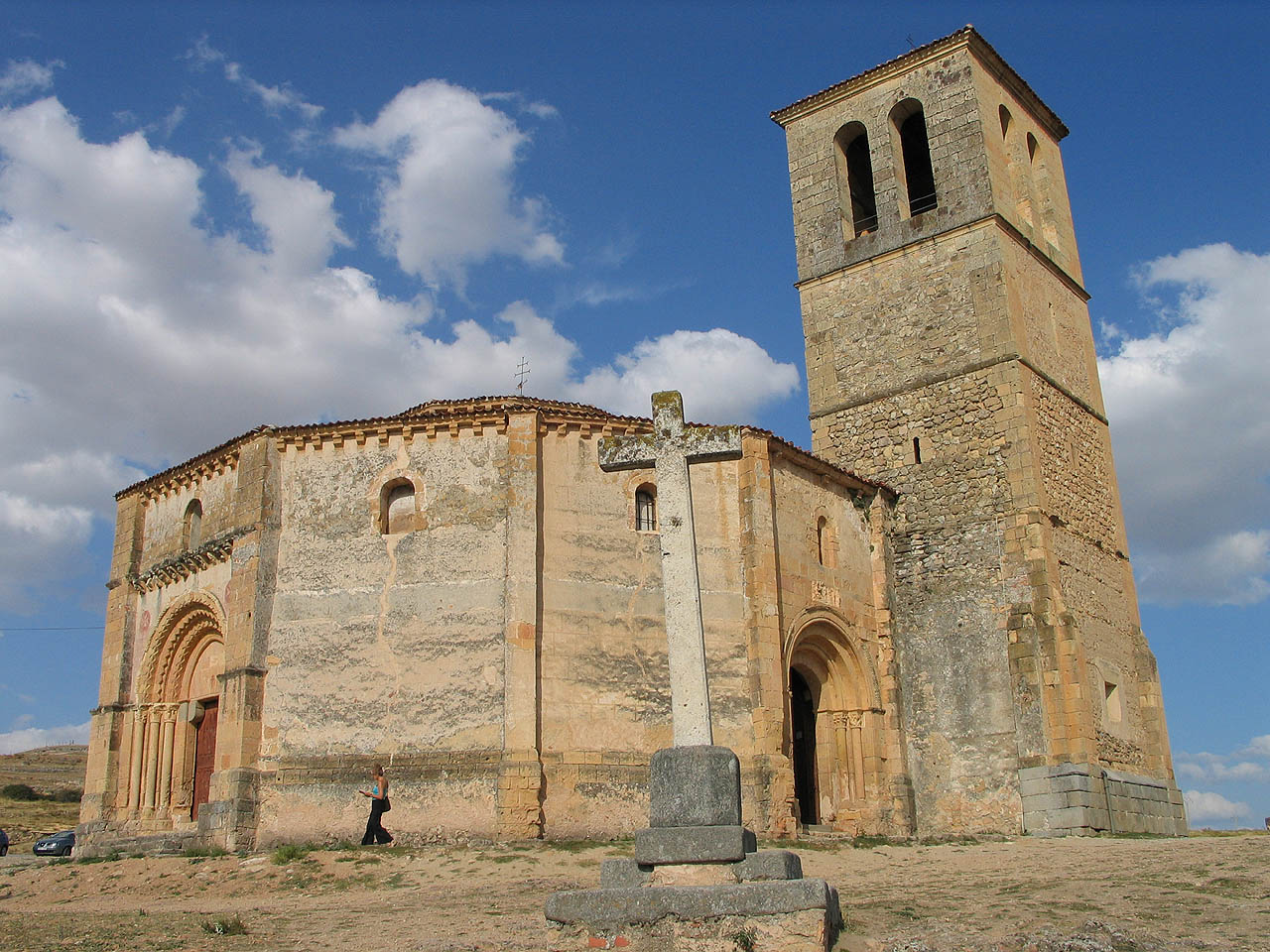
Vera-Cruz-Kirche in Segovia

Beispiele für Gebäude mit Zwölfeckstruktur sind:
- die Reformierte Kirche in Budapest, Ungarn
- die Vera-Cruz-Kirche in Segovia, Spanien
- der Pavillon des Letná-Karussells in Prag, Tschechien
- der gläserne Kiosk der Tankstelle Auto Palace, Niederlande
- die Pagode des Songyue-Tempels der Stadt Dengfeng, China
- das Chorhaupt von St-Pierre-et-St-Paul de Maguelone, Grundriss aus halbiertem Zwölfeck
- Musikpavillon Baden bei Wien, halbiertes Zwölfeck
- die Jeruzalemkapel in Gouda, Provinz Südholland, Niederlande

## Zwölfeck in der Chemie

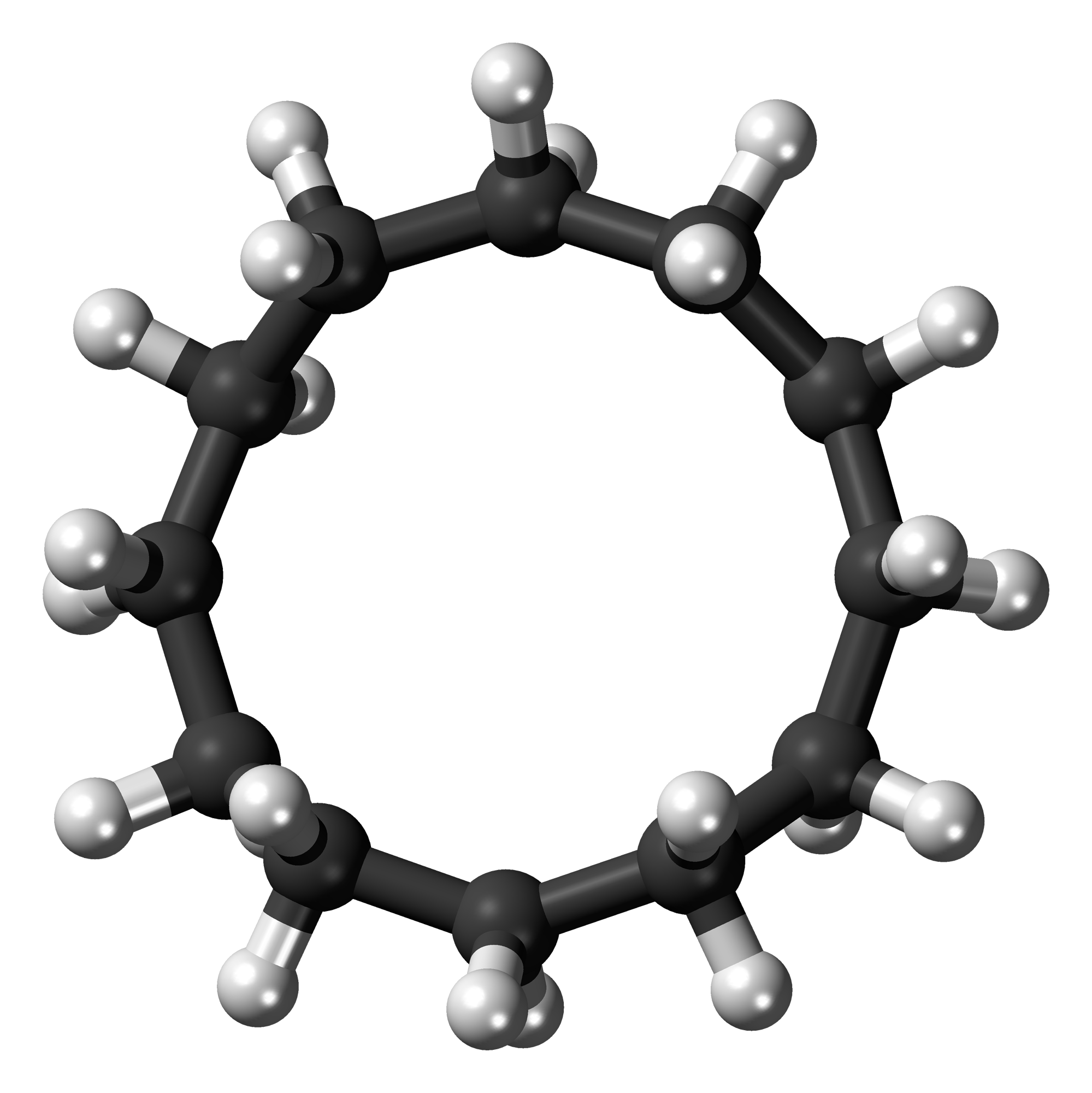
Molekülmodell von Cyclododecan

Molekülmodell von Phenalen

Das Molekülmodell von Cyclododecan ist nur in der Draufsicht zwölfeckig. Aus der dreidimensionalen Gestalt dieses Moleküls ergibt sich, dass die Kohlenstoffatome nicht alle in einer Ebene liegen. Außerdem befindet sich das Molekül bei höherer Temperatur in ständiger Bewegung, nämlich in Pseudorotation, d. h., es existieren eine Vielzahl von Konformationen.
Ein gleichseitiges konkaves Zwölfeck wird vom Phenalen, einem polycyclischen aromatischen Kohlenwasserstoff, gebildet.